# The Dwelling Place of Light (film)
The Dwelling Place of Light er en amerikansk stumfilm fra 1920 af Jack Conway.

## Medvirkende
- Claire Adams som Janet Butler
- Nigel De Brulier som James Rolfe
- King Baggot som Brooks Insall
- Robert McKim som Claude Ditmar
- Ogden Crane som Chester Sprole
- Lassie Young som Elsie Butler
- Lydia Knott som Hannah Butler
- George Berrell som Edward Butler
- Beulah Booker som Julia Gallagher
- William V. Mong som John Gallager
- Aggie Herring
- Charles Murphy som Guido Antonelli